# Teknikåret 1997

## Händelser

### Januari
- Januari
  - NCSA:s webbläsare Mosaic upphör.[1]
  - RCA visar två DVD-spelare under CES.[2]

### Mars
- 1 mars - Premiär för DVD i USA.

### April
- 9 april - Sveriges riksdag beslutar att försök med digitala TV-sändningar i marknätet skall genomföras.[3]

### Juli
- 19 juli - Internet drabbas av allvarlig driftstörning för första gången sedan man blev en allmän tjänst. E-posten lamslås i flera timmar.[4]

### Augusti
- 6 augusti - Microsoft och Apple tillkännager nära samarbete.[4]

### September
- 14 september - En rapport i Sydney avslöjar ett nätverk på cirka 5 000 pedofiler i Australien, vilka utnyttjar Internet för att utbyta barnpornografi.[4]
- 25 september - Brittiska superbilen "British Thrust SCCC" misslyckas i Black Rock Desert i Nevada i USA med att spränga ljudvallen.[4]

### Oktober
- Oktober - Toyota Prius, det första hybridfordonet att produceras fullt ur, visas i Japan, och börjas säljas i december.[5]
- 13 oktober - Brittiska superbilen "British Thrust SCCC" far genom Black Rock Desert i Nevada i USA med en hastighet på 1229.7 under testkörning och blir därmed första landgående farkost att spränga ljudvallen.[6]
- 22 oktober - Mercedes nya småbilsmodell "A-Klasse" välter vid hastigheten 60 kilometer i timmen under testkörning.[6]

### November
- 11 november - Mercedes stoppar leveransen av bilmodellen "A-Klasse" i 12 veckors tid för att förbättra dess väghållning.[6]

### December
- 7 december - Antalet hemsidor på Internet med rasistiskt innehåll har mer än fördubblats det senaste året enligt Simon Wiesenthalcentret. Drygt 600 hemsidor klassas nu som rasistiska.[6]

### Okänt datum
- Toyota Prius, världens första massproducerade hybridbil, börjar säljas i Japan.